# Aoom
Aoom es una película española del 1970 de carácter experimental y vanguardista dirigida por Gonzalo Suárez. Un ejercicio fascinante, relato de amor imposible con humor, tragedia y aventura, pero de extrema dificultad. Aunque no llegó a exhibirse en sales comerciales actualmente se la considera una película de culto, considerada la obra más brillante y a la vez más incomprendida de su director.

## Sinopsis
Un día, el famoso actor Ristol comienza a cuestionarse a sí mismo y a toda su vida. Se ve a sí mismo prisionero de su cuerpo, su profesión y sus características. Mientras toca un cuerno, perdido en sus pensamientos, decide dejar su cuerpo y entrar en el de una muñeca por la que se siente mágicamente atraído, para fusionarse con ella y volverse uno con ella. La compañera de Ristol, Ana, preocupada por su inexplicable desaparición, se une al peculiar detective británico Williams y otras dos personas para encontrar a su novio. La mano derecha de Ristol, Constantino, que ha tomado el muñeco, pronto se vuelve espeluznante debido a su poder de sugestión. En medio de un paisaje costero rocoso, Constantino intenta deshacerse de la muñeca. Primero quiere matarla con una piedra, luego estrangularla, y finalmente Constantino arroja la muñeca al mar. Entonces el hombre delgado hace un intento de suicidio bastante torpe.

## Reparto
- Lex Barker: Ristol
- Teresa Gimpera: Ana
- Julián Ugarte: Asesino
- Romy: Mrs. Fisher
- Luis Ciges: Constantino
- Bill Dyckes: Detective
- Gila Hodgkinson: Horror Woman

## Producción y estreno
Suárez concibió la idea de la película el 1968 a Luneray, en un pueblo de la Normandía, pero finalmente la rodó en Asturias. Financió el rodaje con los beneficios que le generó El extraño caso del doctor Fausto (1969), fue rodada en condiciones precarias y sin guion, y como protagonistas contrató Lex Barker, conocido por sustituir  Johnny Weissmuller como Tarzan, y a dos actrices musas barcelonesas, Teresa Gimpera y Romy. Consiguió que fueses estrenada como parte de la selección oficial en el Festival Internacional de Cine de San Sebastián 1970, donde fue calificada de "broma pesada" por algunos críticos. El mismo Suárez, en sus memorias El hombre que soñaba demasiado, llega a decir que el presidente del jurado, Fritz Lang, cambió el parche de su ojo sano para no verla. Por el contrario, consiguió que la viera Sam Peckinpah, que estaba en el festival presentando fuera de concurso La balada de Cable Hogue, y que le felcicitó. Gracias a ello, se hicieron grandes amigos.